# Lac de Morat
Pour les articles homonymes, voir Morat (homonymie).
Le lac de Morat (Murtensee en allemand), nom officiel, est situé au pied du mont Vully, entre les cantons de Fribourg et Vaud, en Suisse. Il est le plus petit des lacs du Pays des Trois-Lacs, avec 22,8 km2. Il tient son nom de la ville de Morat, située sur sa rive orientale.

## Géographie

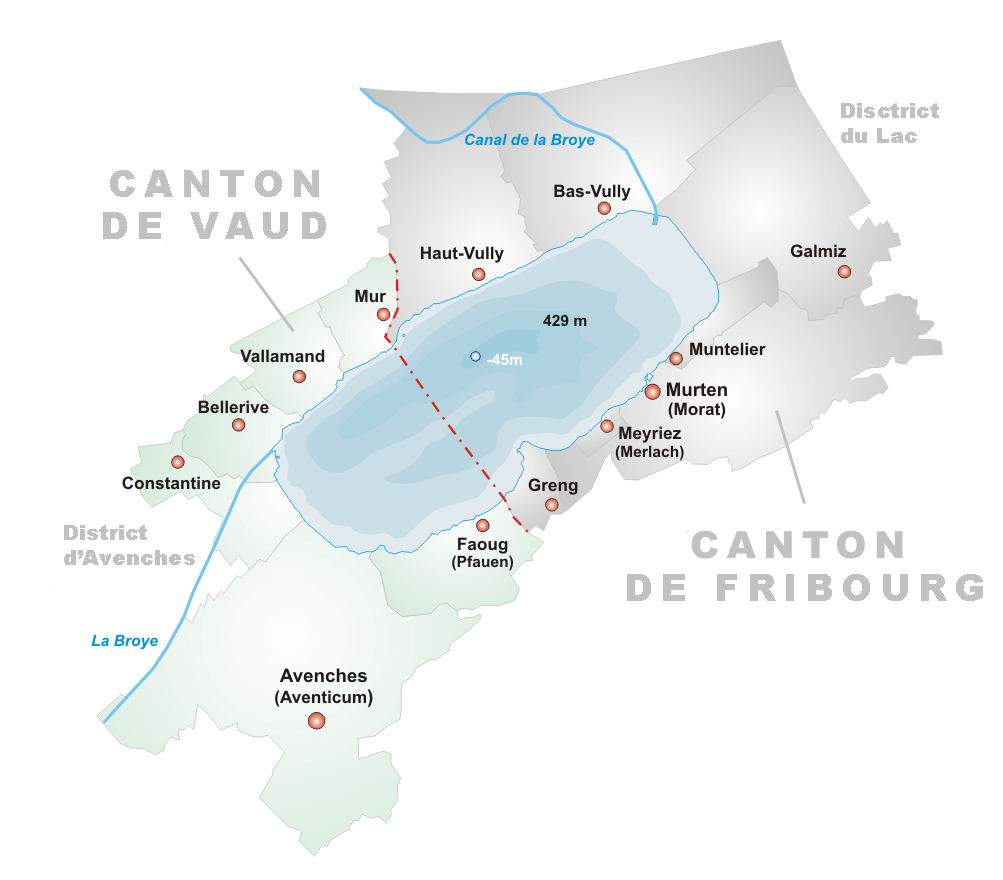
Carte du lac de Morat.

Le principal affluent du lac est la Broye, qui apporte 63 % de son alimentation. Le lac de Morat s’écoule dans le lac de Neuchâtel par le canal de la Broye. Il sert, avec le lac de Neuchâtel, de bassin de compensation pour les eaux de l'Aar s'écoulant dans le lac de Bienne. En effet, si le niveau de ce dernier montait trop, l'écoulement pourrait s'arrêter ou même aller dans le sens inverse.
Le lac est long de 9,9 km et a une largeur maximale de 2,8 km. La profondeur maximale est de 45 m. Le lac a une contenance d'environ 0,55 km3 et l'eau reste en théorie 1,6 année dans le lac.

## Histoire
À la fin de la période glaciaire, il y a plus de 10'000 ans, de premiers êtres humains s'installent sur les berges du lac, où ils vivent des produits de la chasse, de la pêche et de la cueillette.
Vers 4000 av. Jésus-Christ, de premiers agriculteurs établissent des constructions solides sur le lac de Morat. Durant les trois millénaires qui suivent, des villages apparaissent et disparaissent à tour de rôle sur les rives du lac. 
Dans l'Antiquité, pendant la période des Helvètes gallo-romains, des corporations de bateliers contrôlent le commerce sur le lac.

## Activités
Lors d'Expo.02, le lac accueillit, à 200 mètres du port de Morat, le Monolithe de l'artiste Jean Nouvel. Il mesurait 34 mètres de côté et fut à nouveau démonté après l'exposition nationale.

## Projet Lac
Une étude, nommée « Projet lac », a été effectuée en 2010 et 2011 par l'Institut de recherche de l'eau du domaine des EPF Eawag et du Musée d'histoire naturelle de Berne pour sonder différents lacs alpins et périalpins, dont le lac de Morat.
Les résultats du lac de Morat montrent que plus de 8 000 poissons et 29 espèces ont été inventoriés. Elles ont également constaté que plus d'un tiers des espèces de poisson décrites par J. Gugelhard en 1840 ont disparu. L'oxygène manque à partir de 20 mètres de profondeur pour permettre la survie d'espèces de poissons vivant en eau plus profonde.
Au niveau de la pêche, trop de sandres, de brochets et de silures sont pêchés dans le lac.
Une carpe prussienne a également été pêchée pour la première fois.

## Galerie photos

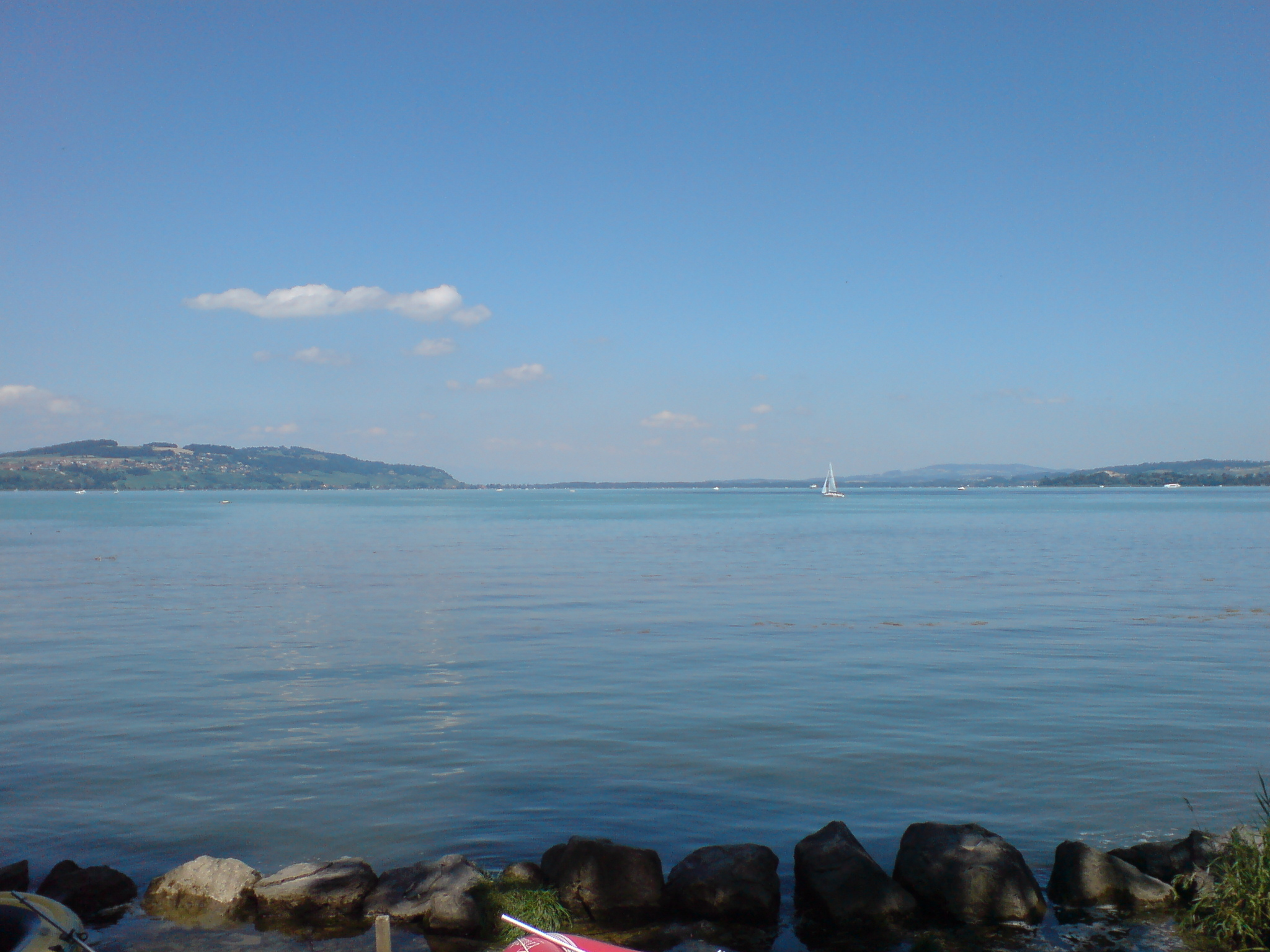
Photo prise depuis la côte.
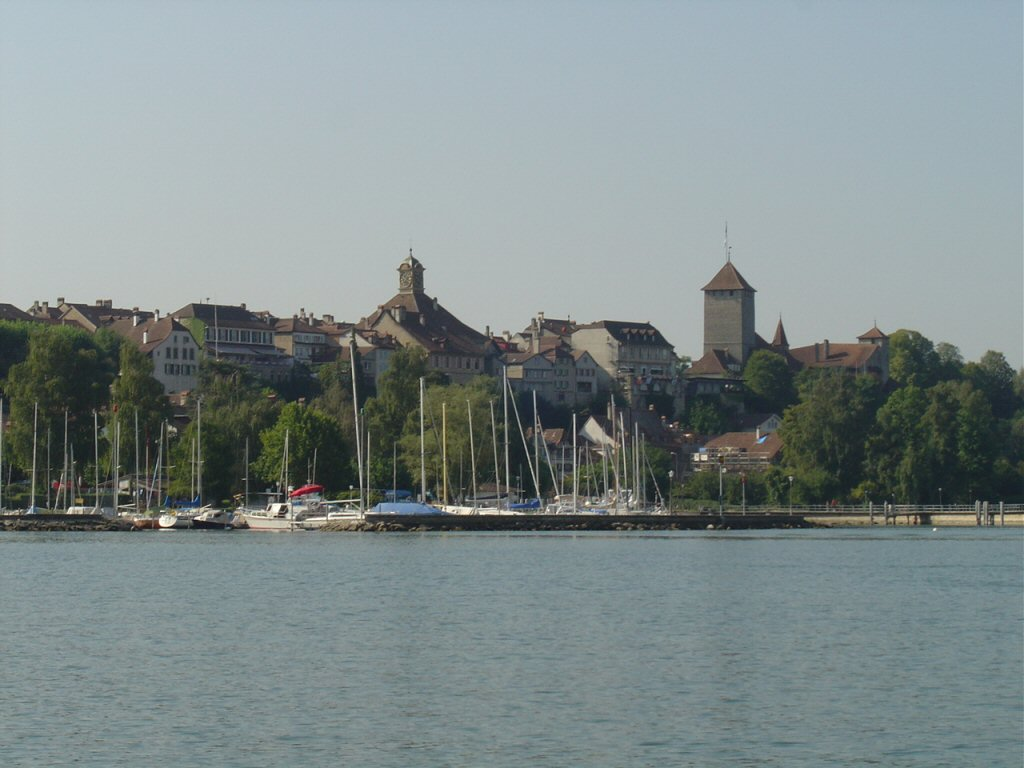
Vue sur la ville de Morat et son port.
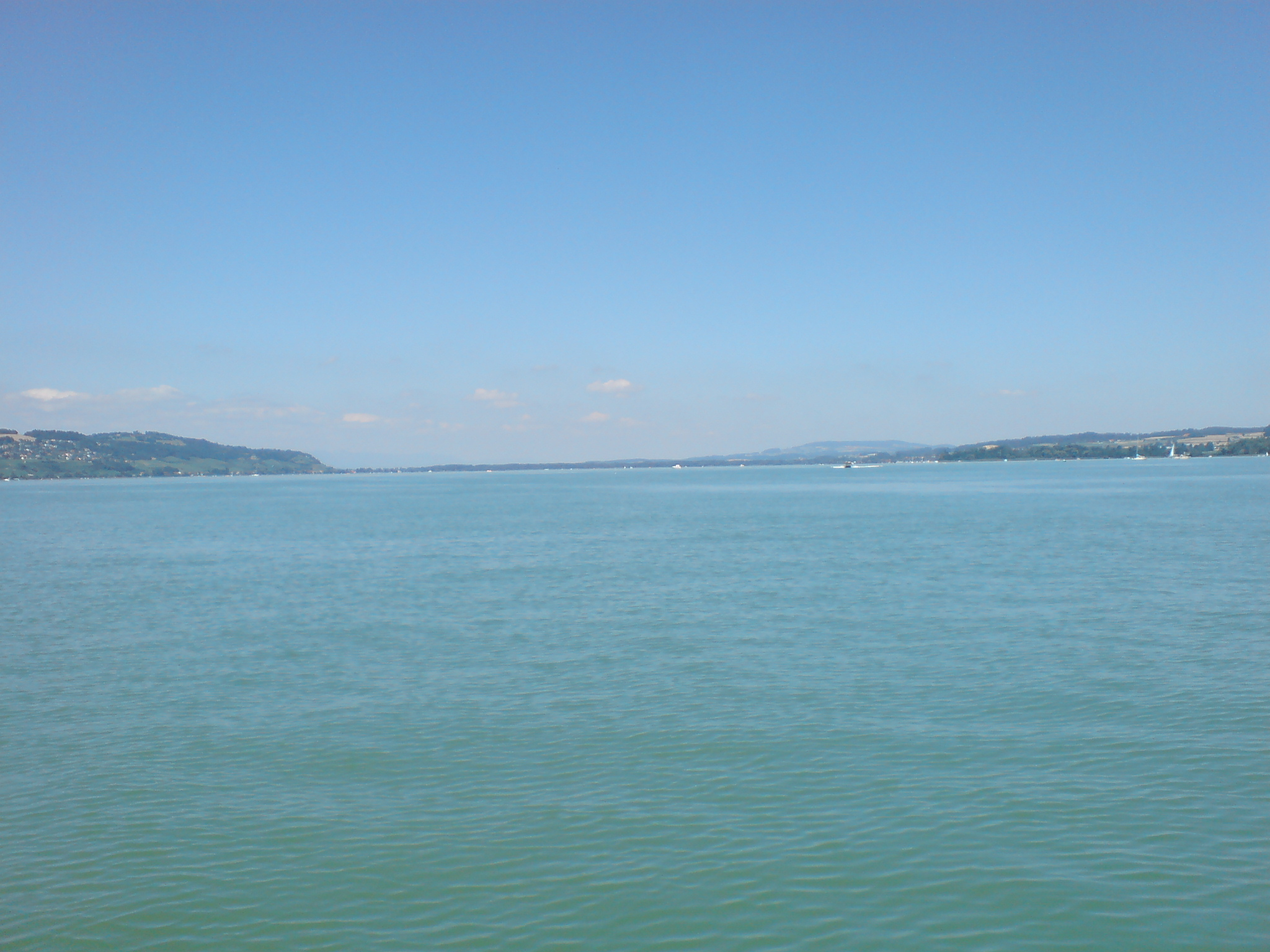
Vue de la longueur du lac depuis une petite embarcation.
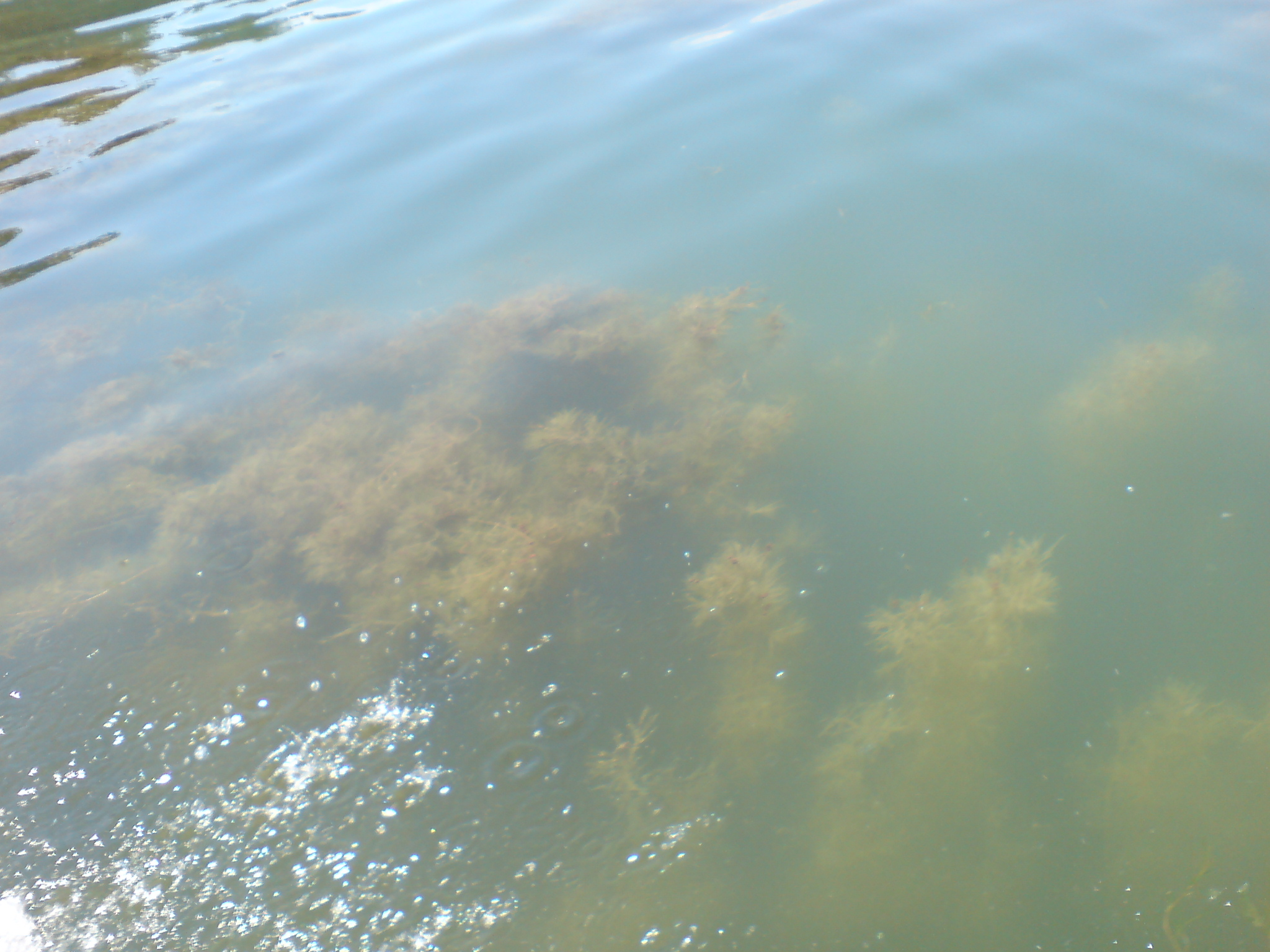
Algues poussant massivement sur les bas-fonds.